# Kemal Mert Özyiğit
Kemal Mert Özyiğit (* 8. Juni 1994 in Aydın) ist ein türkischer Fußballtorhüter, der für Bucaspor spielt.

## Vereinskarriere
In der Saison 2012/13 wurde Kemal Mert Özyiğit, unter Trainer Sait Karafırtınalar, das erste Mal in die 1. Mannschaft berufen. Sein Debüt als professioneller Fußballtorhüter gab Özyiğit am 12. Mai 2013 im Ligaspiel gegen Denizlispor.